# Anaïs Bescondová
Anaïs Bescondová (* 15. května 1987 Aunay-sur-Odon) je bývalá francouzská biatlonistk a olympijská vítězka ze závodu smíšených štafet ze Zimních olympijských her 2018 v Pchjongčchangu. Na stejné olympiádě vybojovala bronzové medaile ze |stíhacího závodu a ženské štafety.
Zlatou medaili ze smíšené štafety získala i na Mistrovství světa 2016 v norském Oslu, kde později skončila na stříbrné pozici ve vytrvalostním závodě.
Ve světovém poháru zvítězila své kariéře v jednom individuálním závodě, když ovládla sprint v Anterselvě v lednu 2014. K němu přidala dvanáct kolektivních výher.

## Výsledky

### Olympijské hry a mistrovství světa
| Sezóna  | D   | Místo                | SP              | SZ              | HZ              | IZ              | ŠT              | SŠT             | SZD             | Věk    |
| ------- | --- | -------------------- | --------------- | --------------- | --------------- | --------------- | --------------- | --------------- | --------------- | ------ |
| 2010/11 | MS  | Chanty-Mansijsk      | 39.             | 21.             | 22.             | 16.             | 2.              | –               | ×               | 23 let |
| 2011/12 | MS  | Ruhpolding           | 19.             | 28.             | 17.             | 53.             | 2.              | –               | ×               | 24 let |
| 2012/13 | MS  | Nové Město na Moravě | 20.             | 23.             | 14.             | 48.             | 6.              | –               | ×               | 25 let |
| 2013/14 | ZOH | Soči                 | 5.              | 11.             | 10.             | 5.              | DNF             | 5.              | ×               | 26 let |
| 2014/15 | MS  | Kontiolahti          | 56.             | DNS             | 9.              | 7.              | 2.              | 2.              | ×               | 27 let |
| 2015/16 | MS  | Oslo                 | 12.             | 12.             | 5.              | 2.              | 2.              | 1.              | ×               | 28 let |
| 2016/17 | MS  | Hochfilzen           | –               | –               | –               | 53.             |                 | –               | ×               | 29 let |
| 2017/18 | ZOH | Pchjongčchang        | 19.             | 3.              | 17.             | 31.             | 3.              | 1.              | ×               | 30 let |
| 2018/19 | MS  | Östersund            | nezúčastnila se | nezúčastnila se | nezúčastnila se | nezúčastnila se | nezúčastnila se | nezúčastnila se | nezúčastnila se | 31 let |
| 2019/20 | MS  | Anterselva           | 20.             | 11.             | 10.             | 52.             | 14.             | –               | 3.              | 32 let |
| 2020/21 | MS  | Pokljuka             | 34.             | 36.             | 23.             | 18.             | 8.              | –               | –               | 33 let |
| 2021/22 | ZOH | Peking               | 9.              | 27.             | 29.             | 30.             | 6.              | –               | ×               | 34 let |

Poznámka: Výsledky z mistrovství světa se započítávají do celkového hodnocení světového poháru, výsledky z olympijských her se dříve započítávaly, od olympijských her v Soči 2014 se nezapočítávají.

### Juniorská mistrovství
| Sezóna  | D   | Místo                | SP | SZ  | IZ | ŠT | Věk    |
| ------- | --- | -------------------- | -- | --- | -- | -- | ------ |
| 2004/05 | MSJ | Kontiolahti          | 8. | 13. | 6. | 1. | 17 let |
| 2006/07 | MSJ | Martell-Val Martello | 3. | 7.  | 3. | 2. | 19 let |
| 2007/08 | MSJ | Ruhpolding           | 5. | 7.  | 5. | 2. | 20 let |

## Vítězství v závodech světové poháru a na olympijských hrách

### Individuální
| Č. | Sezóna    | Datum          | Místo              | Disciplína |
| -- | --------- | -------------- | ------------------ | ---------- |
| 1. | 2013/2014 | 16. ledna 2014 | Anterselva, Itálie | sprint     |

### Kolektivní
| Č. | Sezóna    | Datum              | Místo                             | Disciplína           |
| --- | --------- | ------------------ | --------------------------------- | -------------------- |
| 1. | 2011/2012 | 21. ledna 2012     | Anterselva, Itálie                | štafeta              |
| 2. | 2011/2012 | 10. února 2012     | Kontiolahti, Finsko               | smíšená štafeta      |
| 3. | 2014/2015 | 30. listopadu 2014 | Östersund, Švédsko                | smíšená štafeta      |
| 4. | 2015/2016 | 24. ledna 2016     | Anterselva, Itálie                | štafeta              |
| 5. | 2015/2016 | 3. března 2016     | Oslo, Norsko (MS)                 | smíšená štafeta      |
| 6. | 2016/2017 | 12. března 2017    | Kontiolahti, Finsko               | smíšená štafeta      |
| 7. | 2017/2018 | 7. ledna 2018      | Oberhof, Německo                  | štafeta              |
| * | 2017/2018 | 20. února 2018     | Pchjongčchang, Jižní Korea, (ZOH) | smíšená štafeta      |
| 8. | 2017/2018 | 17. března 2018    | Holmenkollen, Norsko              | štafeta              |
| 9. | 2018/2019 | 2. prosince 2018   | Pokljuka, Slovinsko               | smíšená štafeta      |
| 10. | 2018/2019 | 18. ledna 2019     | Ruhpolding, Německo               | štafeta              |
| 11. | 2019/2020 | 25. ledna 2020     | Pokljuka, Slovinsko               | smíšený závod dvojic |
| 12. | 2021/2022 | 5. prosince 2021   | Östersund, Švédsko                | štafeta              |
| – závod na mistrovství světa – závod na olympijských hrách (nezapočítává se do celkového hodnocení Světového poháru) |           |                    |                                   |                      |